# Arsène O'Mahony
Pour les articles homonymes, voir O'Mahony.
Arsène, comte O'Mahony, parfois prénommé, à tort, Arthur, né le 30 décembre 1787 au Vieux Louvre (Paris), mort le 15 mars 1858 à Lyon, est un essayiste français cité par Le Monde dramatique comme « l'un des plus brillants écrivains de la presse royaliste sous la Restauration ».

## Biographie

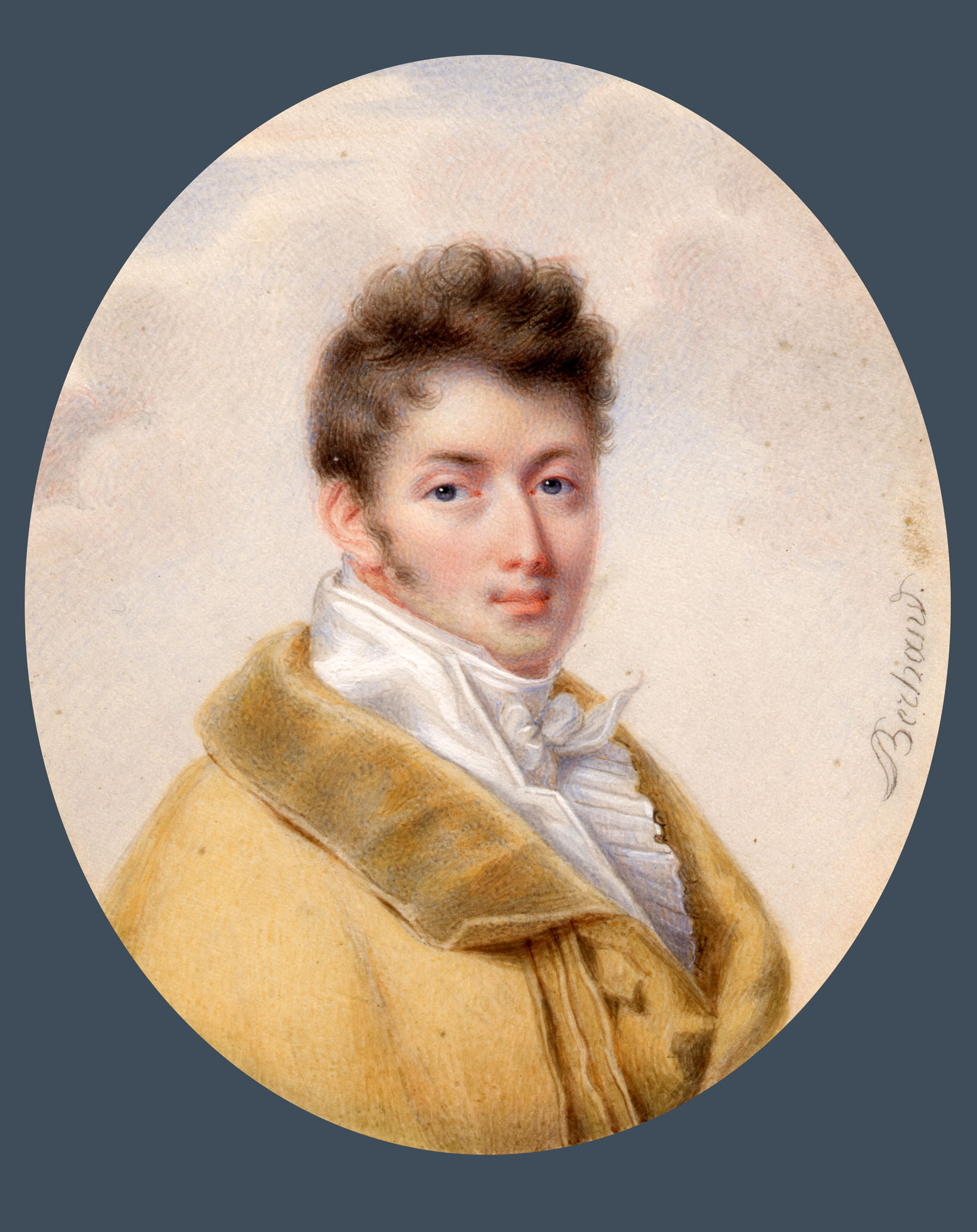
Comte Arsène O'Mahony par Béchand

Petit-fils et fils de lieutenants-généraux, il se destine à la carrière militaire et, dès son plus jeune âge, il accompagne son père dont il est l'aide de camp. Membre de la députation des officiers de l'ancienne brigade irlandaise présentée au Roi par le duc de Fitz-James le 14 juin 1814. Chevalier de Malte et de  Hohenlohe. Il est lieutenant-colonel à 30 ans quand la retraite de son père met fin à sa carrière en 1817.
Cité par Victor Hugo  parmi les conspirateurs du  bord de l'eau en 1818, il n'est cependant pas arrêté comme la plupart des protagonistes.
Avec  Chateaubriand,  Bonald et  Lamennais (parrain de sa fille aînée), il collabore au  Conservateur, organe du parti ultra-royaliste créé par Le Normant avec l'aide de Monsieur, frère du Roi, paru du 3 octobre 1818 au 22 mars 1820, pour combattre les ennemis de la royauté et de l'Église. Il signe également plusieurs articles dans le Drapeau blanc, journal ultra-conservateur créé par Alphonse Martainville en janvier 1819. "M. O'Mahony s'y trouva naturellement placé, et n'étant plus soumis à la censure sévère d'un rédacteur en chef comme M. de Chateaubriand, il donna carrière à son goût pour la pointe". À partir de 1820 il est aussi un des rédacteurs de la deuxième série des Lettres Champenoises ou correspondance morale et littéraire, et critique littéraire dans les Archives de la Littérature et des Arts.
Le Conservateur ayant cessé de paraître afin de protester contre le projet de loi sur le rétablissement de la censure, le comte O’Mahony collabore au Défenseur  qui le remplace et paraît jusqu’au 27 octobre 1821.
Il écrit dans plusieurs autres journaux, dont La Quotidienne, avant de rejoindre le Mémorial catholique créé en 1824 par l’ abbé Gerbet et l’abbé de Salinis et qui cessera de paraître en août 1830.

Le 7 septembre 1830, un mois après que Louis-Philippe a été proclamé roi des Français, Arsène s’exile auprès des Jésuites, à Fribourg (Suisse), s’imaginant “prouver au monde que la France était devenue inhabitable sous le règne du roi bourgeois” . Il y est le cofondateur, directeur et  principal rédacteur de L’Invariable, nouveau mémorial catholique, publié avec l’approbation ecclésiastique à Fribourg puis à Lausanne.  Il signe Introduction au premier volume de l'Invariable en octobre 1831. Ce recueil religieux, politique et littéraire, qui cessera de paraitre en 1841, marque sa séparation d’avec son ami Lamennais “occupé maintenant en France à publier des doctrines nouvelles dans un journal nouveau” contre lequel il lance des attaques retentissantes. Il y écrit les Tablettes d’un voyageur, publie les lettres que lui envoie en 1832 et 33  Saint-Victor, émigré aux États-Unis, écrit ses Considérations politiques, etc.

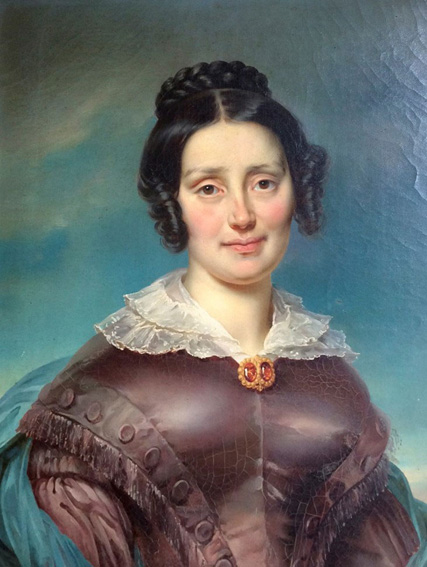
Augustine Pasquier de Franclieu (1803-1846), seconde épouse d'O'Mahony, peinte par sa belle-soeur Eugénie du Colombier.

Il est aussi un des principaux rédacteurs du Courrier fribourgeois qu'il transforme en 1831 pour en faire Le Véridique, faisant venir le théologien protestant Jean Georges Esslinger qui devient vite le protagoniste rédactionnel jusqu'en 1832. À partir de 1833 il devient également le principal correspondant de La Gazette du Lyonnais : son article communiqué provoque la démission du général d'Hautpont, gouverneur d'Henri V. Un autre de ses articles fait condamner le rédacteur gérant à 6 mois de prison et 1.500 frs d'amende pour attaque envers la dignité royale. D'autres articles suivent, en 1834, s'attaquant tous au Réparateur, seconde feuille légitimiste de Lyon née après la scission de ce parti. À Fribourg, il était en outre l'informateur du Saint-Siège et du diplomate autrichien Louis-Philippe de Bombelles. 
De retour en France en 1846, il achète le château de Montvallon, à Lissieu, près de Lyon, pour y loger sa nombreuse famille. Marié successivement avec Célestine de Galard de Brassac de Béarn (1824), Augustine Pasquier de Franclieu (1827) et Marie-Eugénie Garnier de Falletans (1848), il eut 18 enfants.

## États de Service militaire (1802-1817)

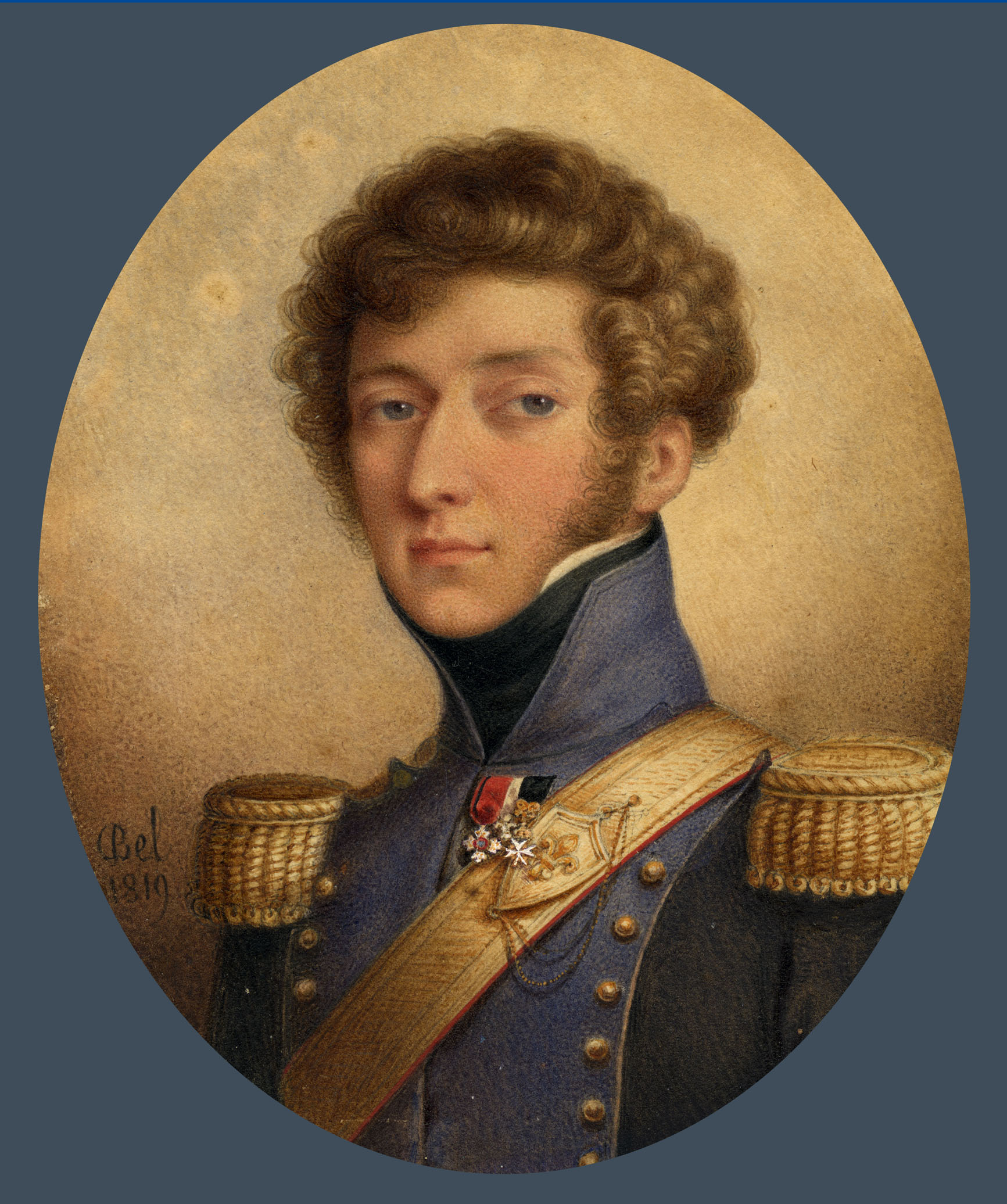
Comte Arsène O'Mahony par Bel (1819)

- Entré comme capitaine aide de camp du  général O'Mahony, son père, au service du roi du Portugal en avril 1802
- Prisonnier de guerre en tant que sujet britannique; est assigné à résidence à Versailles en août 1804
- Obtient de S.M. le roi de France l'échange de son grade portugais de capitaine de cavalerie; breveté en cette qualité au service de la France le 26 juin 1814
- Nommé sous-lieutenant des Mousquetaires noirs de la Garde du roi; brevet de major de cavalerie (lieutenant-colonel) le 1er juillet 1814
- Nommé aide de camp du  général O'Mahony, son père, le 19 mars 1815
- Employé comme lieutenant-colonel à l'État-major général de la 1re division par nomination le 19 mars 1815
- Nommé chef de l'État-major de la 13e Division militaire le 4 mai 1817
- Mis en expectation par lettre ministérielle du 6 novembre 1817.

## Critiques littéraires
- Tibère de M.J. de Chénier (2 articles)[11]
- Les âges de l'Homme par P.V. Boissières
- La mort du duc d'Enghein de E. Michelet

## Principaux articles parus dans leConservateur(1818-1820)
Principaux articles parus dans le Conservateur (1818-1820). Inventaire fait par Pierre Reboul pour Chateaubriand et le Conservateur.
- no 2 – Théâtre, article sur la Famille Glimet
- no 8 – Lettre écrite par un habitant de Montcontour à M. Le comte O’Mahony
- no 12 – Réponse à la lettre d’un habitant de Montcontour
- no 14 – Revue d’Etrennes
- no 17 – Du champ d’Asile
- no 21 – La Fille d’Honneur, comédie en cinq actes et en vers de M. Duval
- no 26 – Sur la lithographie
- no 29 – Sur la première représentation d’Orgueuil et Vanité, comédie de M. Souques
- no 42 – Coup d’œil de 1814 à 1821
- no 44 – Politique du moment
- no 50 – Petite revue des petits hommes et des petites choses
- no 51 – Réflexions préliminaires sur l’Exposition des Tableaux du Louvre[12]
- no 54 – (suite)
- no 56 – (suite)
- no 58 – (suite)
- no 60 – (suite)
- no 64 – Sur la Bibliothèque des Dames chrétiennes

On lui attribue aussi plusieurs articles anonymes.

## Principaux articles parus dans leDéfenseur(1820-1821)
Tome 1 (mars 1820)
- Les fous, première promenade ;
- D'une faction ;
- Opinion de M. de Bonald, député de l’Aveyron, sur le projet de loi relatif aux élections, prononcée le 16 mai 1820 ;
- À M.T.B., auteur de l’article sur les quatre Benjamin Constant inséré dans la onzième livraison du Défenseur.

Tome 2 (Juillet 1820)
- Plusieurs Lettres sur Paris ;
- Réflexions ;
- Des Honnêtes gens ;
- Quelques réflexions au sujet de la Garde Royale ;
- Voyage pittoresque et romantique, de M. Ch. Nodier, etc.

Tome 3 (septembre 1820)
- Quelques réflexions su sujet d’un ouvrage intitulé Vie de L.-J. de Bourbon-Condé ;
- Plusieurs Lettres sur Paris.

Tome 4 (mars 1821)
- Lettre sur Paris ;
- Critique sur La mort du Duc d’Enghien de M. E. Michelet ;
- Réflexions sur le discours prononcé par M. le général Donnadieu.

Tome 5 (mai 1821)
- Quelques mots sur les évènements actuels ;
- Quelques vérités ; réflexions politiques ;
- Encore quelques vérités ; réflexions politiques.

## Principaux articles parus dans leMémorial catholique(1824-1830)
Première année (Tome I)
- Lettre de M. le comte O’Mahony au rédacteur du Mémorial catholique ;
- Esquisses d’après nature.- Les préventions ;
- Le lépreux de la cité d’Aoste, du comte Xavier de Maistre ;
- Esquisses d’après nature.- Le journaliste dans l’embarras ;
- Littérature. Sur le Tibère de Chénier.

Première année (Tome II)
- Sur la préface d’une tragédie de Clovis, de M. Népomucène Lemercie ;
- Esquisses d’après nature.- Une leçon de poésie libérale ;
- Esquisses d’après nature.- Une parade philosophique.

Deuxième année (tome III)
- Réflexions au sujet d’un poème romantique ;
- De la violation des cimetières par L. Fr. de Robiano de Borsbeeck ;
- Sur un rapport fait à une école d'enseignement mutuel ;
- De la religion considérée, etc., de M. F. de la Mennais.

Troisième année (tome V)
- Sur un journal janséniste, jugé par un journal libéral

Troisième année (tome VI)
- Réflexions

## Principaux articles parus dansL'Invariable(1831-1841)
Tome 1 - 1831
- Introduction au premier volume de l'Invariable (octobre 1831)
- Avertissement aux souverains sur les dangers actuels de l'Europe (novembre 1831)
- 1831 ou les trois voix (décembre 1831)
- Réponse à L'Ami de la Religion journal ecclésiastique(décembre 1831)
- Polémique (4e livraison)
- Invasion des États du Pape (5e livraison)

Tome 2 - 1832
- Sur la mort de M. Périer (6e livraison)
- Avertissement (7e et 8e livraisons)
- Considérations politiques (7e et 8e livraisons)
- Littérature : considérations sur les ruines (9e livraison)
- Documents ecclésiastiques : premiers effets de l'encyclique (10e et 11e livraison)

Tome 3 – 1833
- Considérations politiques : De Madame et de la France (13e livraison)
- Considérations politiques : Des Templiers (14e livraison)
- Considérations politiques : Quelques mots aux royalistes (15e livraison)
- Dialogue entre un rédacteur de l’Invariable et un ami (16e livraison)
- Considérations politiques : Des diverses nuances royalistes (17e livraison)
- Sur l’éducation de M. le Duc de Bordeaux (18e livraison)

Tome 4 – 1833
- Révélation importante (19e et 20e livraisons)

Tome 6 – 1834
- Lettres politiques (quatrième lettre) : Du point le plus important de la politique jeune-France (31e et 32e livraisons)

Tome 7 – 1835
- Articles non signés (37e et 38e livraisons)

Tome 8 – 1836
- De la perfectibilité humaine – signé A.M. (43e livraison)

Tome 9 – 1836
- Académie des Sciences, agriculture, arts et belles-lettres d’Aix (50e livraison)
- De la ligue contre la Vérité et ses défenseurs (51e livraison)
- Appendice aux Dialogues dur le Protestantisme (52e livraison)
- Mort de Charles X (54e livraison)
- L’Invariable jugé par le Journal du Commerce (54e livraison)

Tome 10 – 1837
- Un document pour servir à l’Histoire de la nouvelle Babel (55e livraison)
- Poésie : réflexions préliminaires (58e livraison)

Tome 11 – 1837
- Considérations morales et politiques à l’occasion des élections : des causes et des effets probables de la dissolution de la Chambre (62e livraison)

Tome 12 – 1838
- Préface sans livre (67e livraison)
- Athanase, de M. de Görres (68e livraison)
- Persécution protestante contre l’église catholique en Allemagne (68e livraison)

Tome 13 – 1838
- Chronique d’Einsidlen, de M.J. Regnier (74e livraison)
- Causes et conséquences du différend entre la France et la Suisse (74e livraison)
- Platon-Polichinelle (Ire et IIe parties (74e livraison) 131
- Réflexions sur la chute de M. de Lamennais, de M. l’Abbé Ph. Gerbet  (77e livraison)

Tome 14 – 1839
- Les pèlerinages de Suisse, de M. L. Veuillot - second article (83e livraison)
- Le duc de Blacas (83e livraison)
- Persécution de l’Église catholique en Russie (84e livraison)

Tome 15 – 1840
- De la prédiction d’Orval – signé l’Invariable  (89e et 90e livraisons)

Tome 16 – 1841
Avertissement : après plusieurs mois de silence l’Invariable reparaît .... (93e et 94e livraisons)
- Une conversion (93e et 94e livraisons)
- Le 13 juillet – signé l’Invariable (94e et 95e livraisons)
- Appendice – signé l’Invariable (94e et 95e livraisons)
- Trois miracles récents – signé l’Invariable  (94e et 95e livraisons)

## Publications
- La bonne aventure, comédie en 1 acte en vaudeville, représenté pour la première fois sur un théâtre de Société le 24 août 1804
- Un jour de bonheur ou le miroir magique, vaudeville en 1 acte joué au théâtre de Rennes le 1er novembre 1817 devant S.A.R. le duc d'Angoulème, Rennes, chez M. V. Frout, 1817, 59 pages.
- Réflexions sur la mission militaire donnée à Versailles Paris : librairie grecque, latine et française, septembre 1821
- Quelques mots sur les évènements actuels  Article qui devait être inséré dans "Le Défenseur", et que la censure a mutilé Paris : Impr. de Cosson, 1821, 8 pages
- Quelques vérités, réflexions politiques Paris : librairie grecque-latine-française, juin 1821, 11 pages
- Encore quelques vérités, réflexions politiques Paris : librairie grecque-latine-française, juillet 1821, 11 pages
- Réflexions sur la mission militaire donnée à Versailles, par M. l'abbé Guyon, à MM. les Gardes du corps du roi (compagnie de Noailles), au premier régiment de grenadiers à cheval, au deuxième de cuirassiers et au second d'infanterie de la garde royale Paris : librairie grecque, latine et française, septembre 1821
- Réflexions sur le discours prononcé par M. le général Donnadieu, dans la séance du 8 janvier 1821, article qui devait être inséré dans la 43e livraison du "Défenseur", et qui a été supprimé en entier par la censure ministérielle Paris : librairie grecque-latine-allemande, 1821, 16 pages
- Quelques vérités Librairie grecque-latine-françoise, 1821 - 11 pages
- Suite des Mille et une nuits, Contes arabes traduits, 1821
- Les souhaits de bonne année du Mémorial catholique pour l'an de grâce 1825 imp. de Lachevardiere fils,
- Des Partis en France, de leurs moyens et de leurs projets : de la monarchie, de son caractère et de son avenir. Considérations extraites de l'"Invariable", recueil périodique rédigé par M. le comte -O'Mahony Lyon : Sauvignet 1825, 100 pages
- Réflexions sur le dernier ouvrage de M. l'abbé de La Mennais, suivies de quelques mots sur M. Fiévée  Paris : au bureau du Mémorial catholique, 1826
- Procès de M. L'abbé de La Mennais Paris, bureau du Mémorial catholique, 1826, 100 pages
- Extrait du "Mémorial catholique". (Février 1826.) Sur un journal janséniste jugé par un journal libéral  Paris, Impr. de Gueffier
- Éloge funèbre de Claude Bertaud du Coin capitaine au 2e régiment d'infanterie de la garde royale, prononcé dans une chapelle particulière consacrée à la sainte Vierge (1828)
- Des Avantages des ordonnances Portalis et Feutrier, et de leurs heureux effets Paris : au bureau du Mémorial catholique, 1828
- Le Ministériel dans l'embarras Paris : au bureau du Mémorial catholique, 1828
- Simiel et Sabaoch, première promenade du solitaire (1829)
- L'Invariable; nouveau Mémorial catholique. Introduction au premier volume. Fribourg, L.J. Schmid, 1831, 15 pages
- Souvenirs politiques – composés d’articles parus dans différents recueils. Avignon : Seguin aîné, 1831, 163 pages
- 1831 ou les trois voix Fribourg, L.J. Schmid, 1831, 16 pages
- Il 1831, ossia Le tre voci. Modena : gli eredi Soliani, 1832
- Considérations politiques Fribourg, L.J. Schmid, 1833
- Lettres sur les États-Unis d’Amérique écrites en 1832 et 1833 et adressées à M. le comte O’Mahony par le comte de Saint-Victor (1835)
- Une journée à Genève Paris (Ed. Bricon), Genève (Berthier-Guers), 1836

## Sources
Archives familiales / Travaux de D. Barbier / BNF